# Mitromorpha biplicata
Mitromorpha biplicata é uma espécie de gastrópode do gênero Mitromorpha, pertencente a família Mitromorphidae.